# Saint-Privat (Hérault)
Saint-Privat (okzitanisch Sant Privat) ist eine französische Gemeinde im Département Hérault in der Region Okzitanien. Die Bewohner werden als Privatois bezeichnet.

## Geografie
Die Gemeinde Saint-Privat liegt im Norden des Départements Hérault im Kanton Lodève. Auf einer Höhe von 350 Metern liegt es eingebettet zwischen den Ausläufern der Hochebene von Larzac mit einer Reihe steiler, felsiger Hänge und Felsvorsprüngen in einer Landschaft, geprägt von Weinbergen, Olivenhainen und Wiesen.

## Gemeindegliederung
Die Gemeinde besteht aus den Dörfern Saint-Privat, Les Salces  und La Rouquette.

### Saint-Privat
Noch vor 20 Jahren galt der Ort mit prähistorischen Spuren (siehe Dolmen de la Bruyère d’Usclas) als verlassen. Seine Wiedergeburt verdankt Saint-Privat vor allem den ausländischen Käufern, die von der idyllischen Lage des Dorfes angezogen wurden.
Aus den steilen Felsen von Larzac entspringt der Bach Maro und fließt dann am Fuße des Dorfes vorbei.

### Les Salces

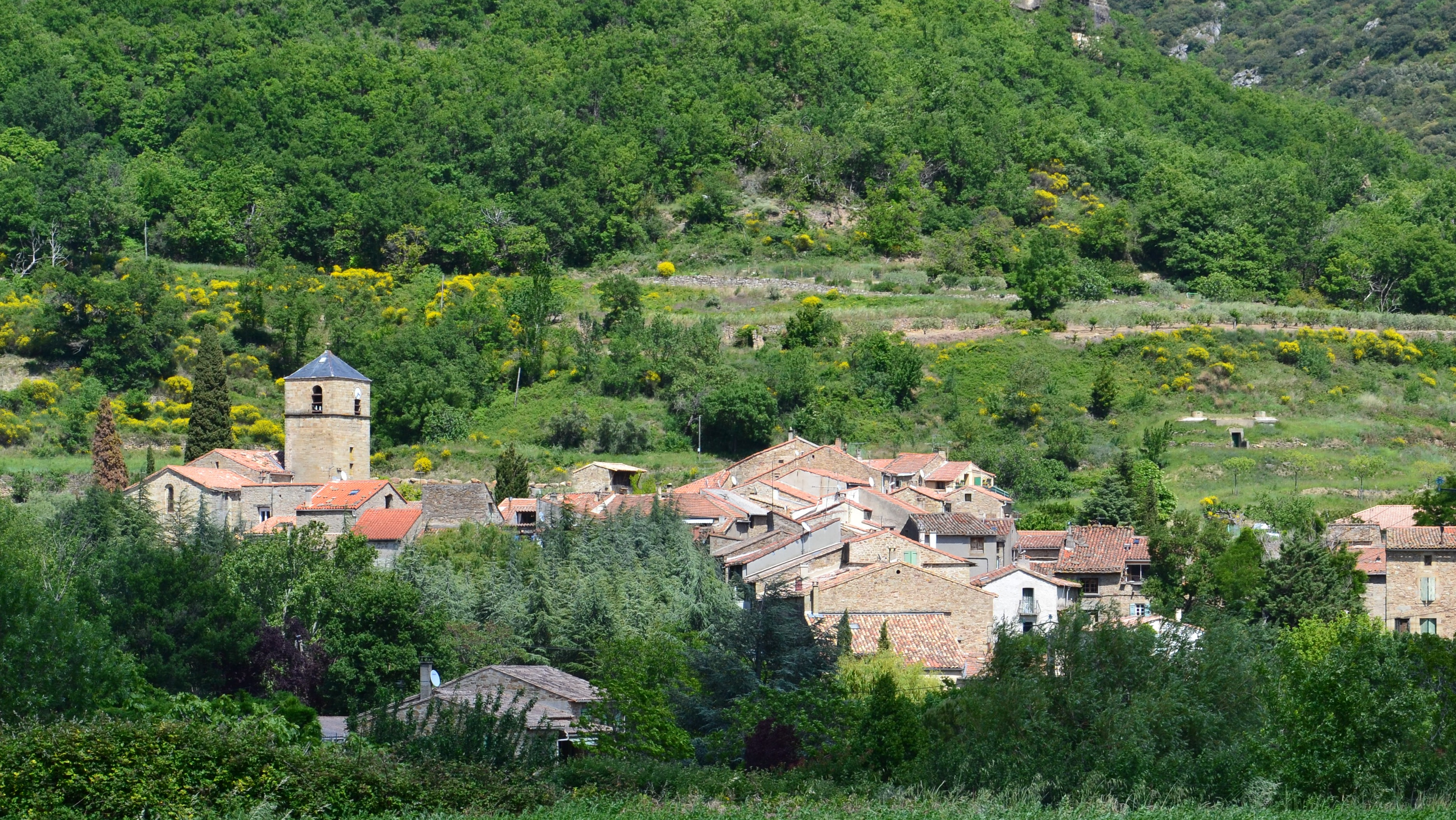
Blick auf Les Salces

Es ist das größte der drei Dörfer. Hier befindet sich die Schule und das Rathaus. Einkaufsmöglichkeiten finden sich in Saint-Jean-de-la-Blaquière. An den Berghängen entspringen viele Quellen. Das Wasser wird genutzt, um mit kleinen Kanälen die Felder und Ländereien zu bewässern.

### La Rouquette

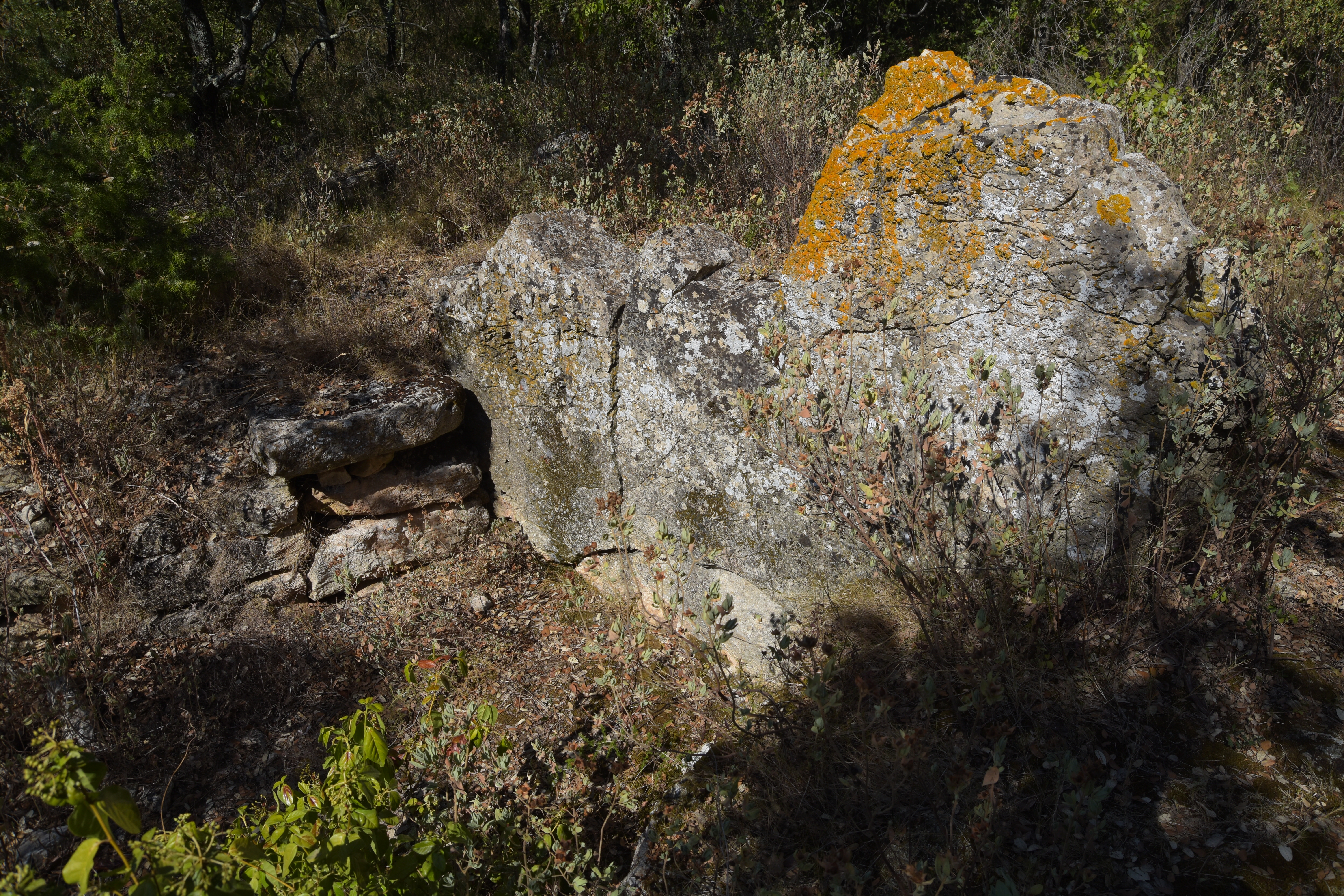
Dolmen de la Rouquette östlich von Saint-Pargoire

Das kleinste der drei Dörfer ist La Rouquette. Es liegt etwa 3 km südlich von Les Salces über dem Flüsschen Vaîrousse. Wie in Saint-Privat sind die Häuser in Richtung der aufgehenden Sonne ausgerichtet.

## Bevölkerungsentwicklung
| Jahr                       | 1962 | 1968 | 1975 | 1982 | 1990 | 1999 | 2006 | 2017 |
| Einwohner                  | 202  | 183  | 160  | 164  | 197  | 218  | 373  | 404  |
| Quellen: Cassini und INSEE |      |      |      |      |      |      |      |      |

## Klima
Die Region steht weitestgehend unter dem Einfluss des Mittelmeerklimas. Saint-Privat erfreut sich einer Wärmeperiode von Mai bis September.

## Bodenbeschaffenheit und Vegetation
Der Boden und die Vegetation sind sehr eng miteinander verbunden.
- Die Kalksteinhochebenen:

Der nördliche Teil der Gemeinde grenzt an das südliche Ende der Causse du Larzac, eines Kalkstein-Plateaus. Hier besteht die Vegetation aus Moor, Wacholder (Juniperus communis), Buchsbaum und Kiefern.
- Das Kolluvium:

Bewachsen mit Steineichen, Flaumeichen, Wacholder und Buchsbaum.
- Aufschlüsse Trias:

Hier wachsen meist Eichen-, Steineichen- und Kastanienbäume.

## Sehenswürdigkeiten

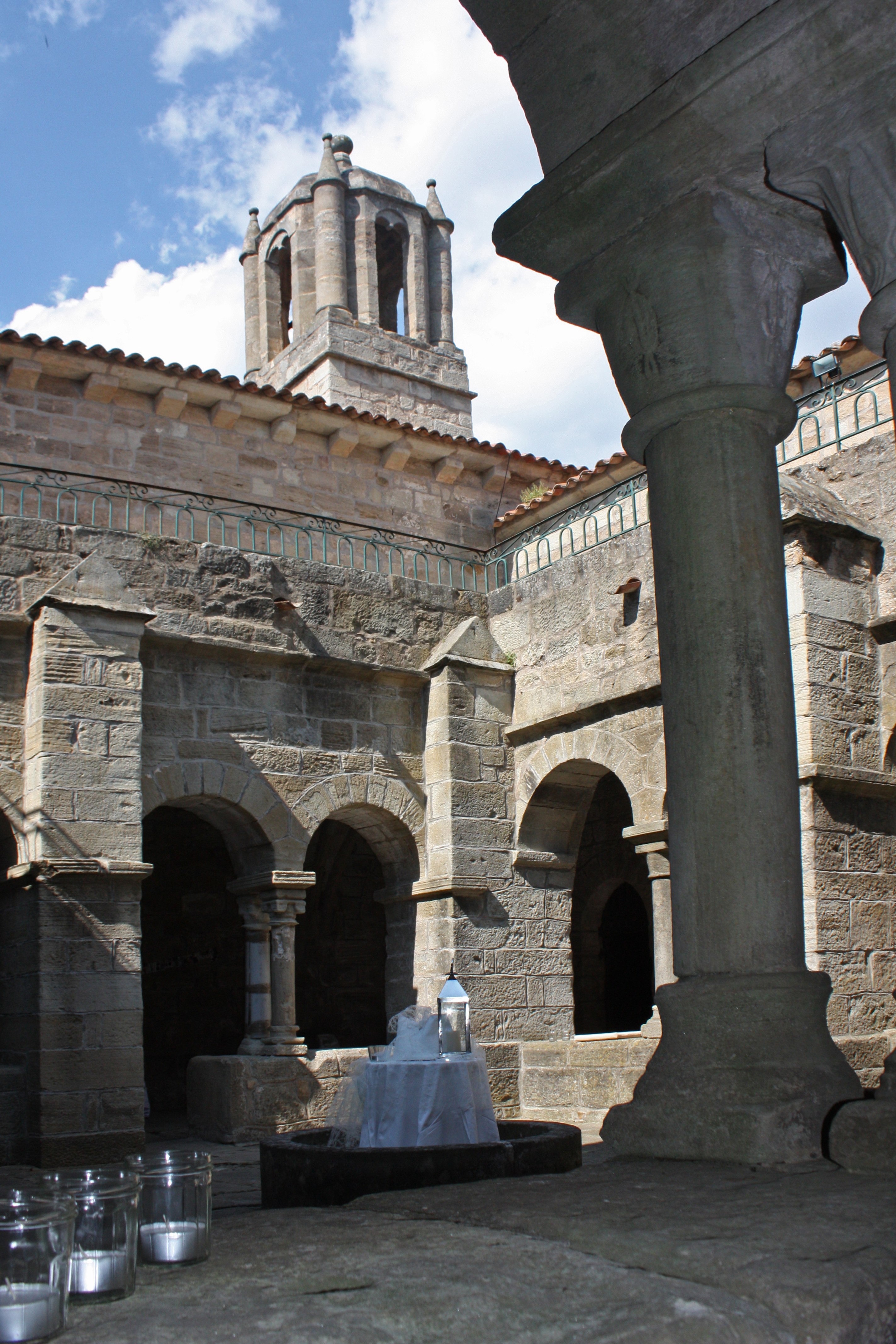
Kloster Priorat von Grandmont

- 19 Dolmen sind im Gemeindegebiet aufgelistet. Insbesondere der Dolmen Belvedere ist Gegenstand einer Klassifizierung als Monument historique vom 18. April 1914.[1]
- Das Priorat St-Michel de Grandmont, hier lebte die Ordensgemeinschaft der Grammontenser, ist klassifiziert als Monument historique vom 26. Oktober 1981.[2]
- Schloss von Saint-Privat.
- Notre-Dame-des-Salces, insbesondere das Kirchenschiff[3] ist klassifiziert als Monument historique vom 4. Oktober 1962.[4]